# Osbornellus
Osbornellus (лат.) — род цикадок из трибы Scaphoideini подсемейства Deltocephalinae.

## Описание
Цикадки размером 3—7 мм. Общая окраска тела буровато-жёлтая, обычно с тёмно-коричневыми отметинами. Голова примерно равна ширине переднеспинки или немного уже. Усики длинные. Лицо удлинённое, тупо-треугольное. Наличник удлинённо расширенный на вершине; щёки широкие, боковые края слабо выемчатые, верхняя стенка большая, почти достигает боковых краев щек. Передний край темени при виде сверху округлоугольный; оцеллии большие, расположены близко к глазам. Переднее крыло длинное и тонкое, отросток отчетливый; бледно-желтоватый, прозрачный, с пятном, две замкнутые антеапикальные ячейки, внешняя антеапикальная ячейка параллельна косте в переднем крыле, слегка отогнутые жилки от каждого конца к косте.

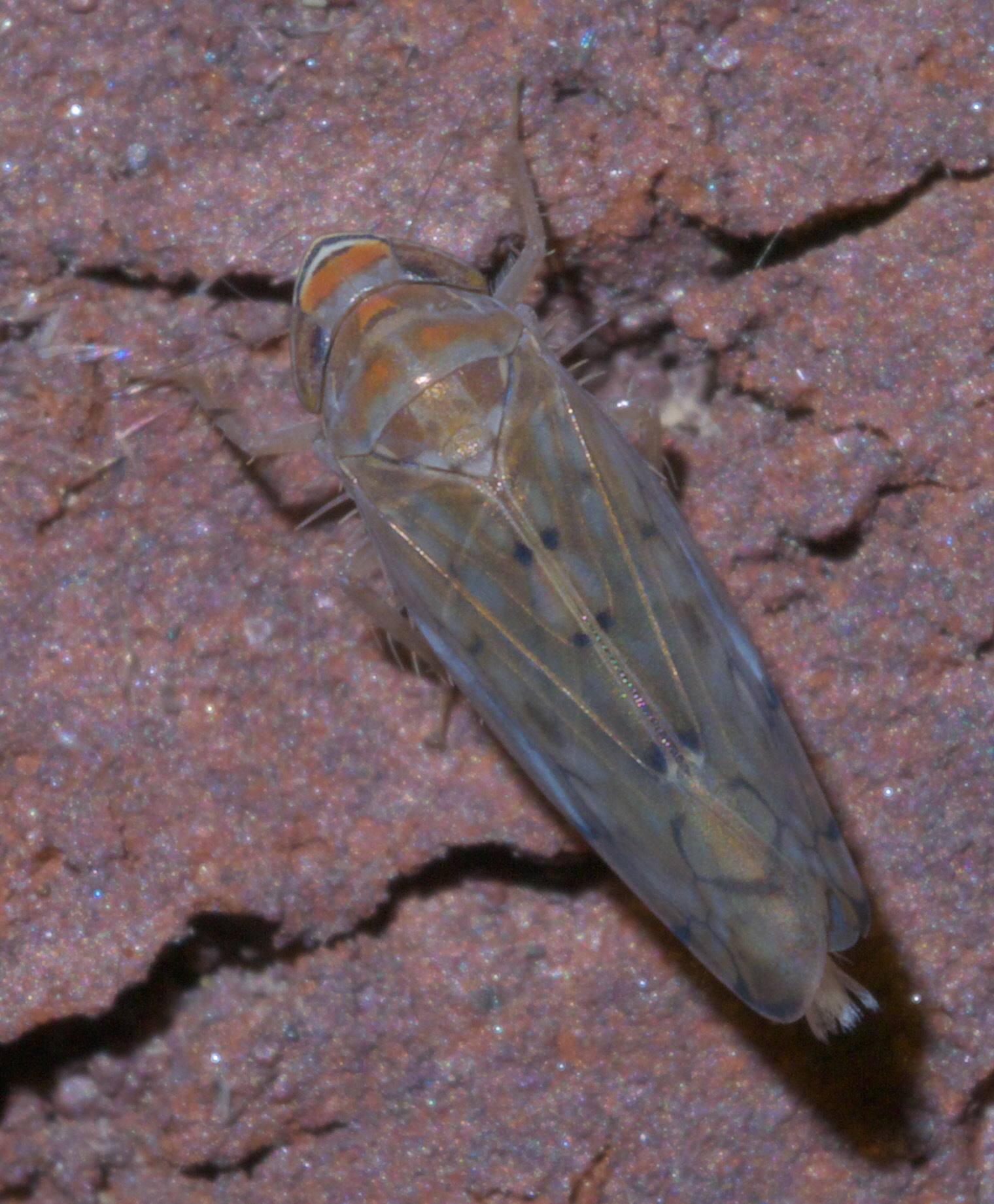
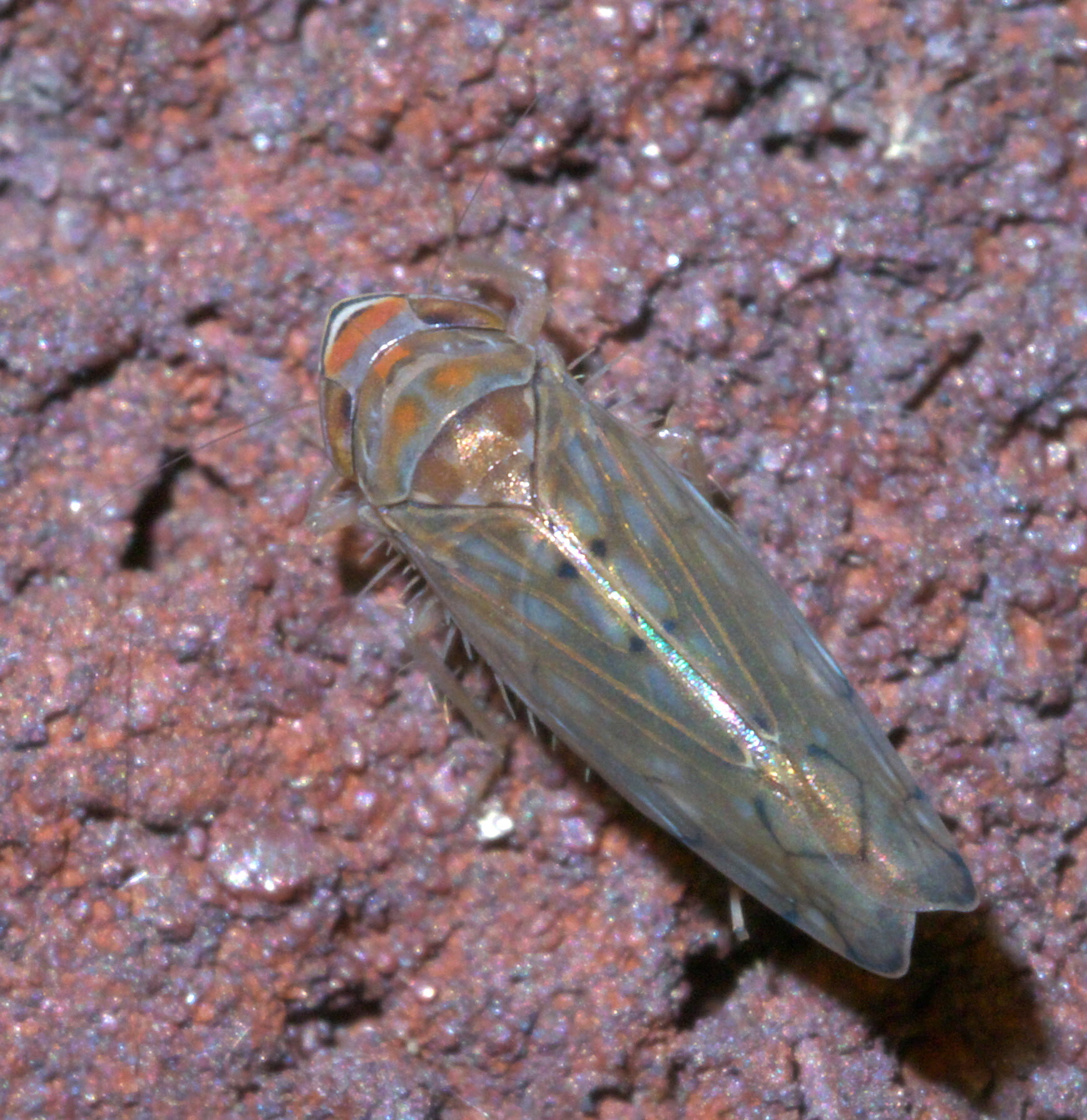

## Классификация
В мировой фауне известно около 100 видов. Все виды в этом роде имеют характерные признаки, такие как две замкнутые антеапикальные ячейки, внешняя антеапикальная ячейки, параллельная косте в переднем крыле, и пластинка гениталий самца с апикальной частью, вытянутой в нити. Эти признаки могут быть синапоморфиями, поддерживающими монофилию рода, но для подтверждения этого требуется более обширное исследование. Линнавуори (1959) разделил род на три подрода: Osbornellus, Sorbonellus и Nereius. У первого есть апикальный гонопор, у второго — субапикальный гонопор, а у Nereius — иглообразный стилус, а внешняя субапикальная ячейка в переднем крыле очень маленькая. Мартинсон в своей диссертации (1977) выделил четыре видовые группы: O. auronitens group, O. rarus group, O. maesi group, O. affinis group.
Несколько видов Osbornellus, встречающихся в Старом Свете, были включены в подрод Mavromoustaca. Однако эти виды Старого Света требуют дальнейшего изучения, чтобы определить, связаны ли они с видами Osbornellus Нового Света.
- Osbornellus aculeus DeLong et Martinson, 1976
- Osbornellus acuminatus DeLong, 1942
- Osbornellus affinis Osborn, 1923
- Osbornellus alatus Beamer, 1937
- Osbornellus alaudus DeLong, 1942
- Osbornellus albocinctus DeLong, 1941
- Osbornellus albolineus DeLong, 1941
- Osbornellus alveus DeLong et Martinson, 1976
- Osbornellus amplus DeLong, 1982
- Osbornellus angustatus DeLong, 1976
- Osbornellus anonae Linnavuori, 1959
- Osbornellus antlerus DeLong et Martinson, 1976
- Osbornellus appressus DeLong, 1942
- Osbornellus arabicus Dlabola, 1987
- Osbornellus arboropictus Dlabola, 1984
- Osbornellus arcus Freytag, 2008
- Osbornellus asperus DeLong et Martinson, 1976
- Osbornellus ater Beamer, 1937
- Osbornellus auronitens (Provancher, 1889)
- Osbornellus bellus Freytag, 2008
- Osbornellus bergi Metcalf, 1955
- Osbornellus bifasciatus Beamer, 1937
- Osbornellus bimarginatus DeLong, 1923
- Osbornellus blantoni Linnavuori, 1959
- Osbornellus borealis DeLong & Mohr, 1936
- Osbornellus brevitubus Freytag, 2008
- Osbornellus candaceae Zanol, 2005
- Osbornellus capitatus DeLong & Knull, 1941
- Osbornellus cibus DeLong & Martinson, 1976
- Osbornellus circulus DeLong & Martinson, 1976
- Osbornellus clarus Beamer, 1937
- Osbornellus coloritubus Freytag, 2008
- Osbornellus compressus Linnavuori, 1959
- Osbornellus concentricus DeLong, 1942
- Osbornellus consors (Uhler, 1889)
- Osbornellus corniger Beamer, 1937
- Osbornellus curvatus Beamer, 1937
- Osbornellus dabeki Ghauri, 1980
- Osbornellus decorus Beamer, 1937
- Osbornellus deviaticus Dlabola, 1974
- Osbornellus dicellus Freytag, 2008
- Osbornellus dicerus DeLong, 1976
- Osbornellus digitus DeLong & Martinson, 1976
- Osbornellus dipilus Freytag, 2008
- Osbornellus eccritus Freytag, 2008
- Osbornellus ecuadoricus Linnavuori, 1959
- Osbornellus eratus Freytag, 2008
- Osbornellus excavatus DeLong & Martinson, 1976
- Osbornellus fasciatus Metcalf, 1954
- Osbornellus filamenta DeLong & Beery, 1937
- Osbornellus fulvomaculatus Osborn, 1923
- Osbornellus fumidus Beamer, 1937
- Osbornellus furcillatus DeLong, 1941
- Osbornellus grandis DeLong, 1942
- Osbornellus hamatus DeLong & Martinson, 1976
- Osbornellus hispanus Freytag, 2008
- Osbornellus horvathi Matsumura, 1908
- Osbornellus hyalinus Osborn, 1923
- Osbornellus ignavus Ball, 1936
- Osbornellus infuscatus Linnavuori, 1955
- Osbornellus knulli DeLong & Beery, 1937
- Osbornellus lacunis DeLong & Martinson, 1976
- Osbornellus lamellaris Linnavuori, 1959
- Osbornellus libratus DeLong, 1941
- Osbornellus limosus DeLong, 1941
- Osbornellus lineatus Beamer, 1937
- Osbornellus lunus DeLong, 1976
- Osbornellus macchiae Lindberg, 1948
- Osbornellus mexicanus Osborn, 1900
- Osbornellus nigrocinctus DeLong, 1942
- Osbornellus omani Beamer, 1937
- Osbornellus pallidus Beamer, 1937
- Osbornellus pandus DeLong, 1941
- Osbornellus parallelus DeLong & Knull, 1941
- Osbornellus parvus Freytag, 2008
- Osbornellus proximus Freytag, 2008
- Osbornellus puniceus DeLong, 1941
- Osbornellus rarus DeLong, 1941
- Osbornellus remotus DeLong & Martinson, 1976
- Osbornellus respublicanus Berg, 1879
- Osbornellus reversus DeLong, 1942
- Osbornellus ritanus Ball, 1932
- Osbornellus rostratus DeLong, 1982
- Osbornellus rotundus Beamer, 1937
- Osbornellus rubellus DeLong, 1941
- Osbornellus rurrens DeLong, 1941
- Osbornellus sagarus Freytag, 2008
- Osbornellus salsus DeLong, 1942
- Osbornellus sanderanus Dlabola, 1987
- Osbornellus scalaris (Van Duzee, 1890)
- Osbornellus separatus DeLong, 1942
- Osbornellus spicatus Beamer, 1937
- Osbornellus spinellus DeLong & Martinson, 1976
- Osbornellus spiniloba Linnavuori & Heller, 1961
- Osbornellus spinosus DeLong, 1942
- Osbornellus tenuis Beamer, 1937
- Osbornellus tetrus Freytag, 2008
- Osbornellus torresicus Dlabola, 1967
- Osbornellus trifrustrus DeLong & Martinson 1976
- Osbornellus trimaculatus DeLong, 1942
- Osbornellus tripartitus DeLong, 1941
- Osbornellus tubus Freytag, 2008
- Osbornellus tumidus DeLong, 1942
- Osbornellus unicolor Osborn, 1900
- Osbornellus venustus Freytag, 2008
- Osbornellus vicinus Linnavuori & Heller, 1961

### Дополнения (2010)
- Osbornellus trinax Domínguez & Godoy, 2010
- Osbornellus eberhardi Domínguez & Godoy, 2010
- Osbornellus pseudopuniceus Domínguez & Godoy, 2010
- Osbornellus aielloae Domínguez & Godoy, 2010
- Osbornellus quirosae Domínguez & Godoy, 2010
- Osbornellus bifurcatus Domínguez & Godoy, 2010
- Osbornellus emmeni Domínguez & Godoy, 2010
- Osbornellus springerae Domínguez & Godoy, 2010
- Osbornellus bartletti Domínguez & Godoy, 2010
- Osbornellus ligatus Domínguez & Godoy, 2010
- Osbornellus divaricatus Domínguez & Godoy, 2010
- Osbornellus sineprocessus Domínguez & Godoy, 2010
- Osbornellus afflexus Domínguez & Godoy, 2010
- Osbornellus latus Domínguez & Godoy, 2010
- Osbornellus expositus Domínguez & Godoy, 2010
- Osbornellus freytagi Domínguez & Godoy, 2010
- Osbornellus coopertus Domínguez & Godoy, 2010
- Osbornellus costaricensis Domínguez & Godoy, 2010
- Osbornellus thompsoni Domínguez & Godoy, 2010
- Osbornellus maesi Domínguez & Godoy, 2010
- Osbornellus lewisi Domínguez & Godoy, 2010
- Osbornellus fuentesi Domínguez & Godoy, 2010
- Osbornellus diamantinus Domínguez & Godoy, 2010
- Osbornellus transversus Domínguez & Godoy, 2010
- Osbornellus lanceolatus Domínguez & Godoy, 2010
- Osbornellus bitelum Domínguez & Godoy, 2010
- Osbornellus villamillsiensis Domínguez & Godoy, 2010
- Osbornellus cruxatus Domínguez & Godoy, 2010
- Osbornellus obamai Domínguez & Godoy, 2010
- Osbornellus linetteae Domínguez & Godoy, 2010
- Osbornellus inbio Domínguez & Godoy, 2010
- Osbornellus chichiziensis Domínguez & Godoy, 2010
- Osbornellus ichnoscapitatus Domínguez & Godoy, 2010
- Osbornellus trifurcatus Domínguez & Godoy, 2010
- Osbornellus corcovadiensis Domínguez & Godoy, 2010
- Osbornellus hansoni Domínguez & Godoy, 2010
- Osbornellus nielsoni Domínguez & Godoy, 2010

## Распространение
Представители рода встречаются повсеместно, но главным образом в Северной и Южной Америке. Также отмечены в Европе (3 вида), Азии (2) и Африке (1). В Европе представлены виды Osbornellus (Osbornellus) horvathi  (Matsumura, 1908), Osbornellus (Mavromoustacus) macchiae  (Lindberg, 1948), Osbornellus (Mavromoustacus) sanderanus  Dlabola, 1987